# Franz Böhme
Franz Friedrich Böhme (Àustria, 15 d'abril de 1885 - 29 de maig de 1947) va ser un general de la Wehrmacht, exercint com a Comandant del 20è Exèrcit de Muntanya i Comandant General a Sèrbia i Comandant en Cap durant l'ocupació de Noruega per l'Alemanya Nazi.

## Biografia
El seu pare va morir el 1902, quan Franz tenia 17 anys, i la seva mare Maria Ludmilla, de soltera Stremayr, un any més tard. El 1929 es va casar amb Romana Maria Hüller von Hüllenried, la filla del general Karl Rudolf Hüller von Hüllenried.

### A les guerres
Durant la Primera Guerra Mundial va combatre a Galítsia i Itàlia. Entre les dues confrontacions servir en l'exèrcit austríac.
Durant la Segona Guerra Mundial va participar en la Invasió de Polònia de 1939 i a la batalla de França de 1940. Del 16 de setembre de 1940 al 2 de desembre de 1941 va ser comandant general del territori ocupat de Sèrbia. El 1944 va patir un greu accident aeri. El 1945 va ser Comandant en cap durant l'ocupació de Noruega per l'Alemanya Nazi.

### Judici i suïcidi
Després de la seva captura a Noruega, va ser processat al Judici dels Ostatges en el marc dels Judicis Secundaris de Nuremberg i acusat pels crims comesos a Sèrbia, quan va controlar la regió al principi de la guerra. Va establir la quota de les accions de represàlia contra els serbis, assassinant-ne cent per cada alemany mort i cinquanta per cada ferit. Es va suïcidar el 29 de maig de 1947 saltant del quart pis de la presó en què es trobava. El seu cos va ser inhumat a Graz.